# (5303) Parijskij
(5303) Parijskij es un asteroide perteneciente al cinturón de asteroides, descubierto el 3 de octubre de 1978 por Nikolái Stepánovich Chernyj desde el Observatorio Astrofísico de Crimea (República de Crimea).

## Designación y nombre
Designado provisionalmente como 1978 TT2. Fue nombrado Parijskij en homenaje al radioastrónomo y cosmólogo Yurij Nikolaevich Parijskij, que fue el principal investigador científico mientras se diseñaba y construía el radiotelescopio más grande, RATAN-600, en Zelenchúkskaia, actualmente es el jefe del departamento de radioastronomía del Observatorio Astrofísico Especial de la Academia de Ciencias de Rusia.

## Características orbitales
Parijskij está situado a una distancia media del Sol de 2,875 ua, pudiendo alejarse hasta 2,922 ua y acercarse hasta 2,827 ua. Su excentricidad es 0,016 y la inclinación orbital 2,766 grados. Emplea 1780,65 días en completar una órbita alrededor del Sol.
El próximo acercamiento a la órbita terrestre se producirá el 25 de septiembre de 2018.

## Características físicas
La magnitud absoluta de Parijskij es 12,5. Tiene 9 km de diámetro y su albedo se estima en 0,265.